# Itatiaya tacamby
Espèce
Itatiaya tacamby est une espèce d'araignées aranéomorphes de la famille des Zoropsidae.

## Distribution
Cette espèce est endémique de l'État de Rio de Janeiro au Brésil. Elle se rencontre dans le parc national de la Serra dos Órgãos à Teresópolis.

## Description
Le mâle holotype mesure 6,70 mm et la femelle paratype 9,10 mm.

## Publication originale
- Polotow & Brescovit, 2006 : Revision of the Neotropical spider genus Itatiaya Mello-Leitão (Araneae, Ctenidae) with considerations on biogeographic distribution of species. Revista Brasileira de Zoologia, vol. 23, p. 429-442.